# Macrohomotoma viridis
Macrohomotoma viridis är en insektsart som beskrevs av Yang och Li 1984. Macrohomotoma viridis ingår i släktet Macrohomotoma och familjen Homotomidae. Inga underarter finns listade i Catalogue of Life.